# Hadjout
Hadjout város és község Algériában, Tipaza tartományban.

## Történelem

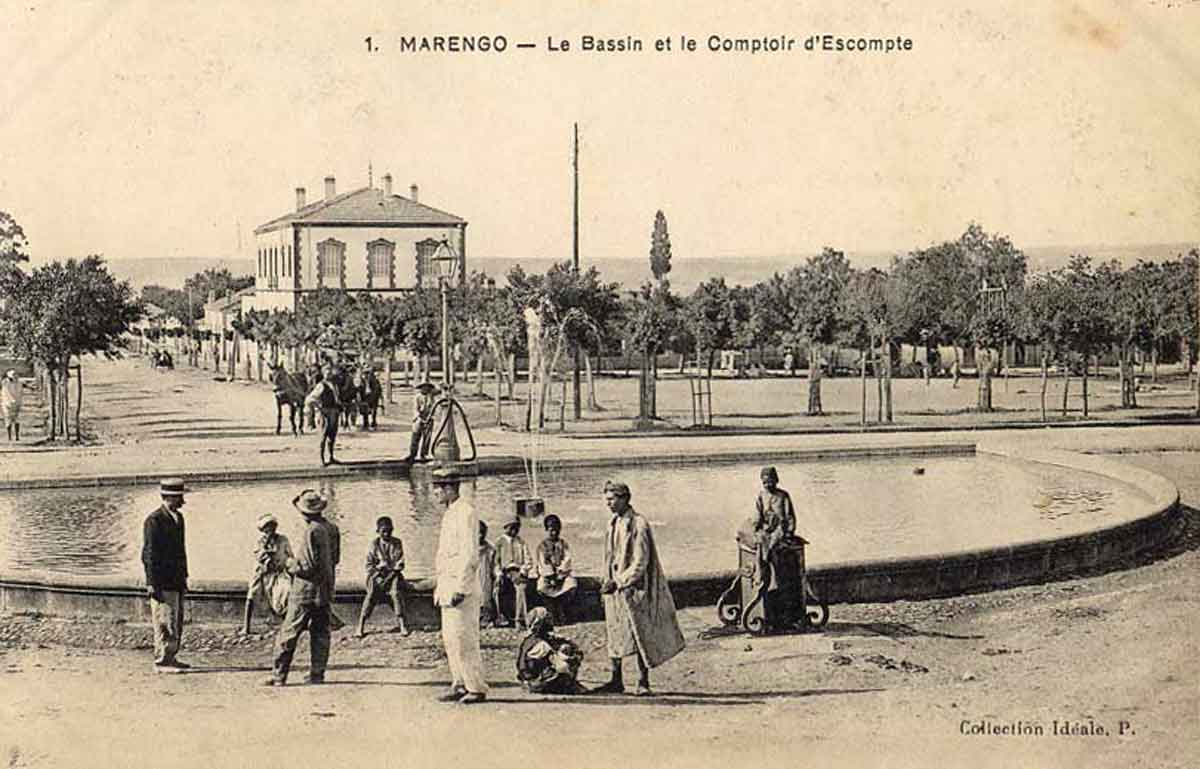
A régi Marengo

1848-ban a falu neve még Marengo volt. 1958-ban a község algéria része.  Algéria függetlenségét követően 1962-ben az önkormányzatot Hadjout (helyi törzs után) nevezték el.
Marengót 1848. szeptember 17-én alapították, a falu tervét 1849. december 29-én írta alá Victor de Malglaive kapitány.
A francia Louis-Napoleon Bonaparte 1851. február 11-i rendelete szerint a falu  Marengo nevét megerősítették.
Az 1998-as népszámlálásnál Hadjoutnak 44065 lakosa volt. 2008-ban a település lakossága 48561 fő volt

## Közlekedés
Hadjoutnak van egy nagy buszpályaudvara, valamint egy városi vasútállomása, amely Hadjout és más települések között  biztosítja az összeköttetést.
Az önkormányzat közúti szállítási hálózata alapvetően három nemzeti útból áll: Keresztül megy rajta az országos 42-es út, a 42A nemzeti út és a 67-es nemzeti út is.

## Galéria

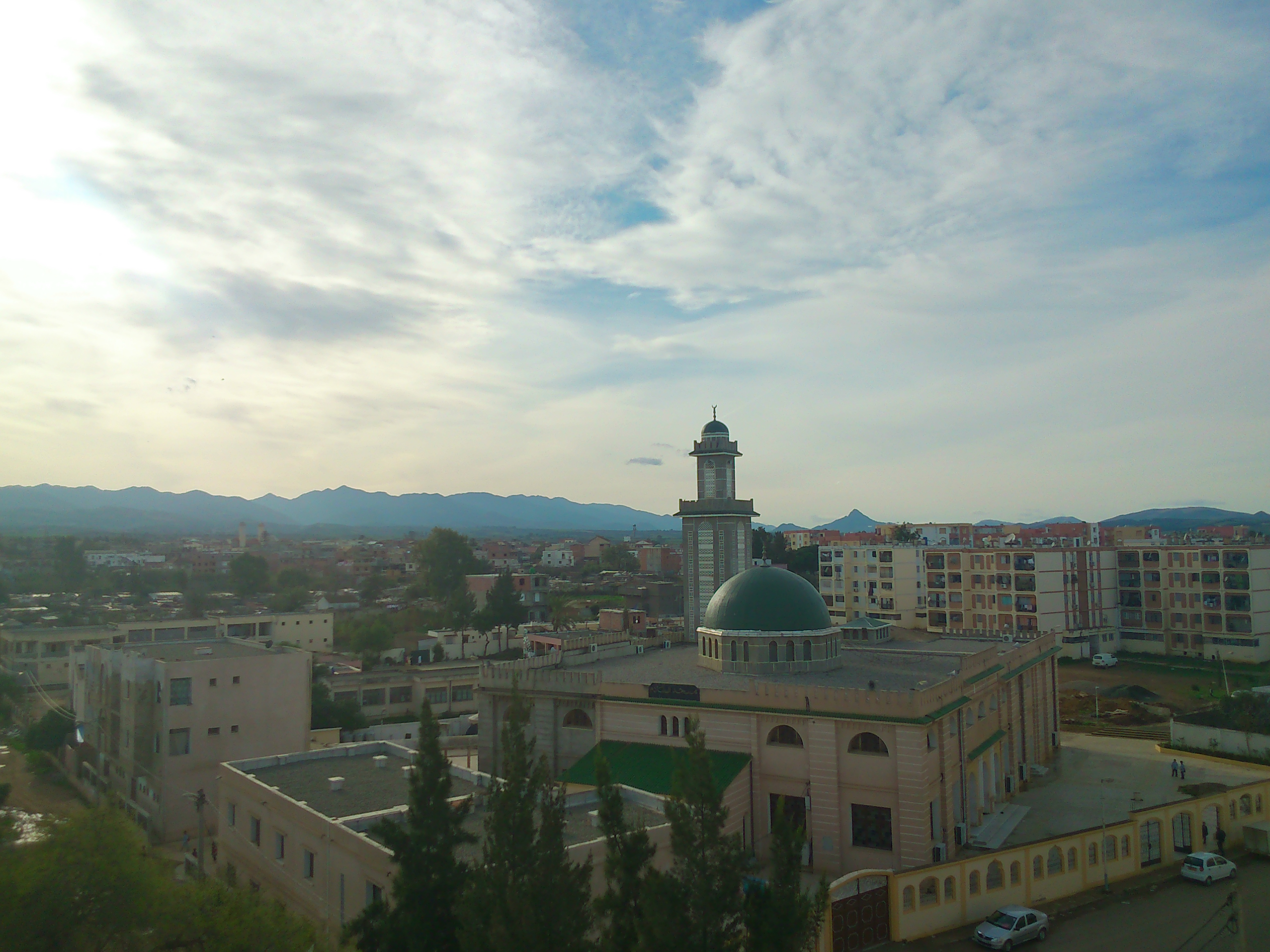
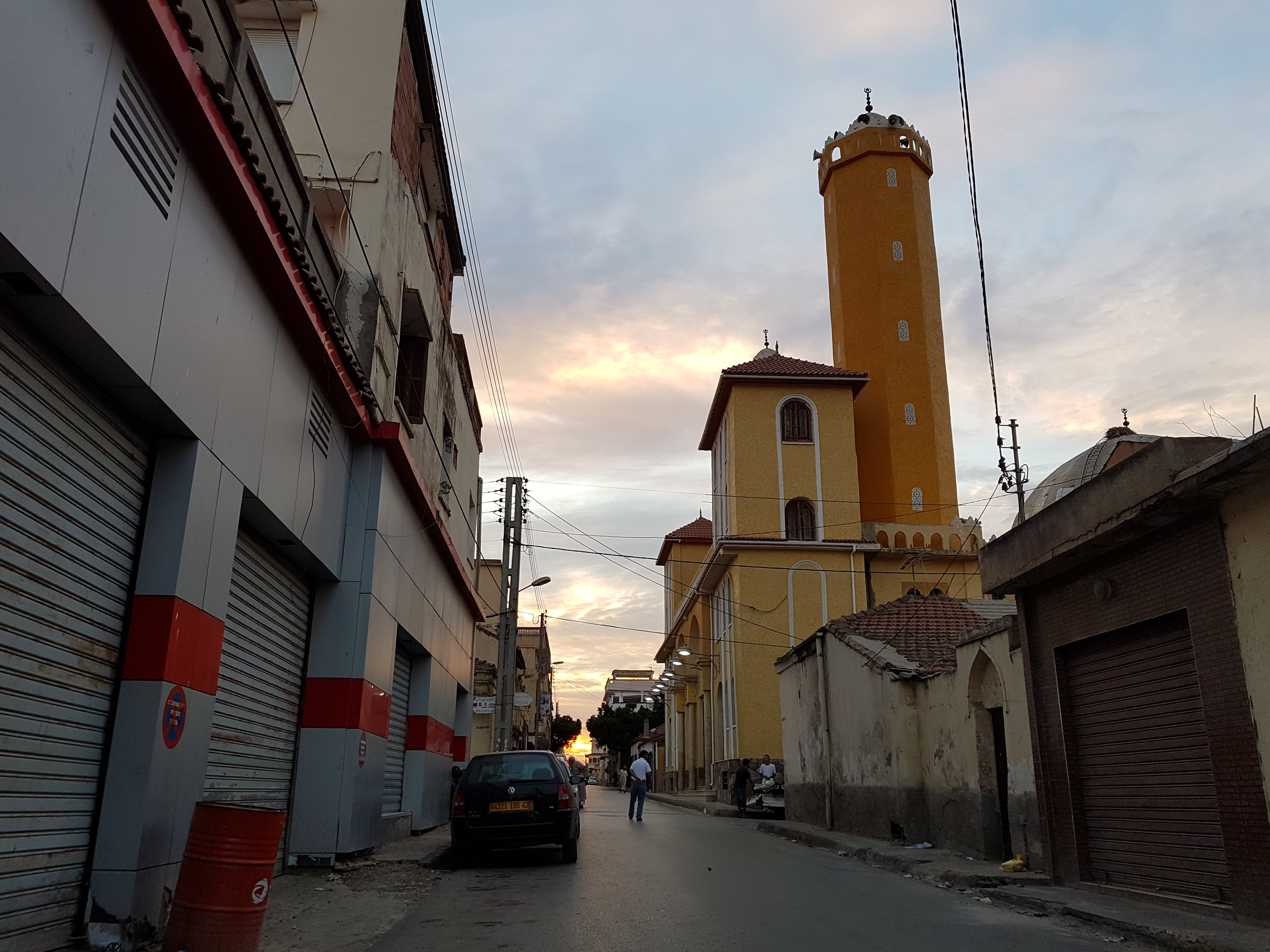
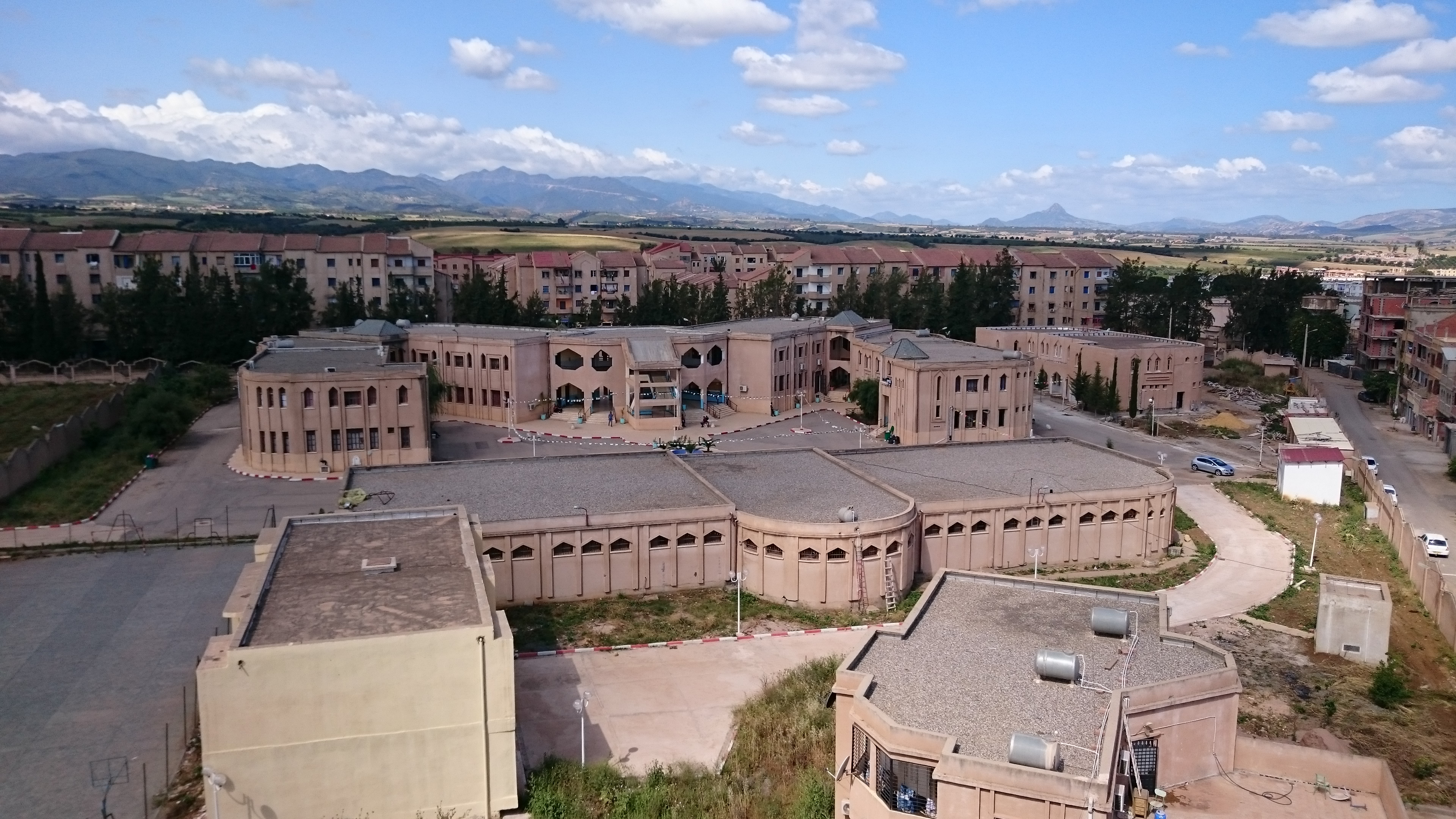
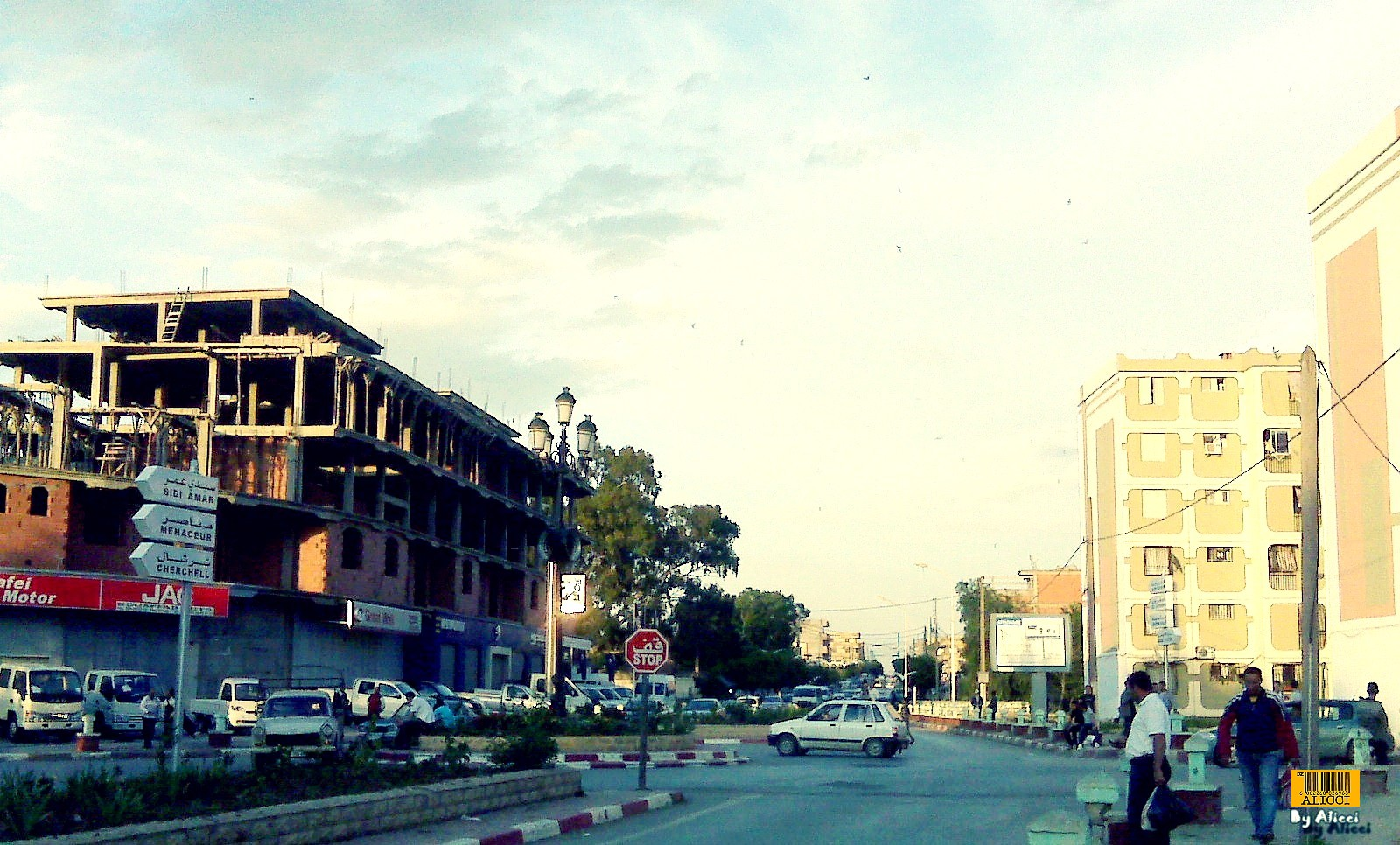
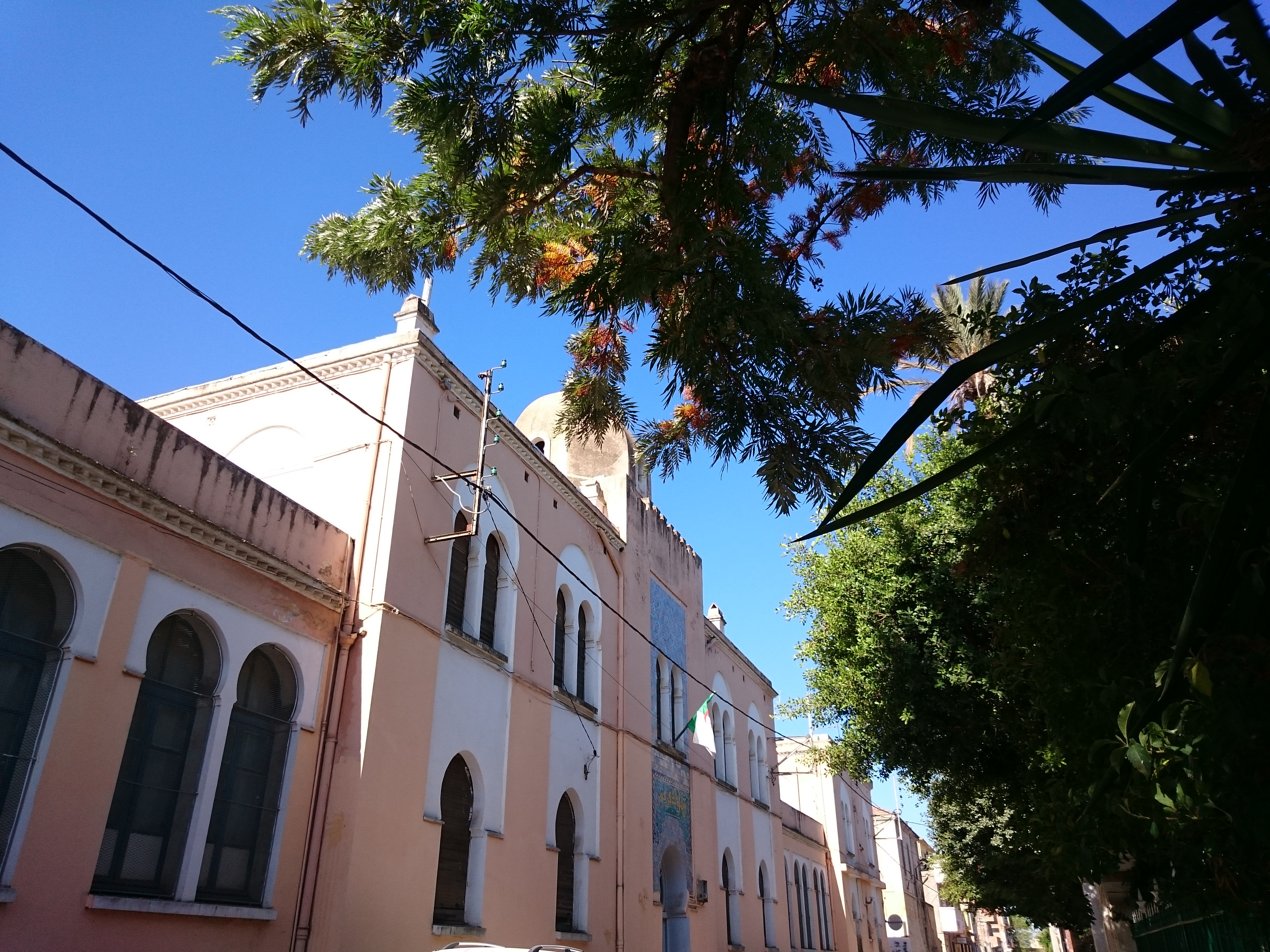
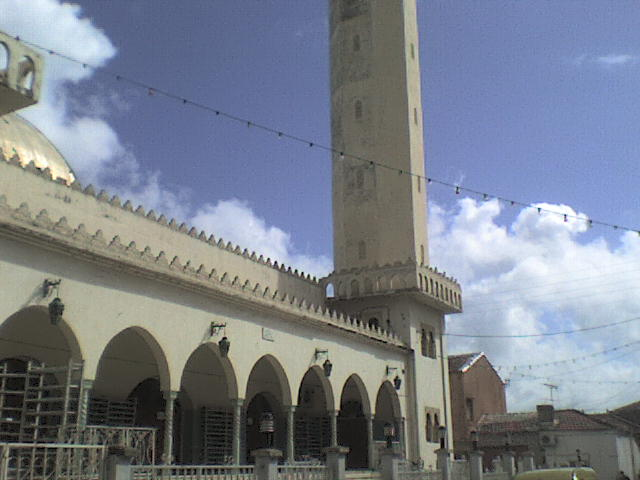